# Rahona albimaculata
Rahona albimaculata is een vlinder uit de familie spinneruilen (Erebidae), onderfamilie donsvlinders (Lymantriinae). De wetenschappelijke naam van deze soort is voor het eerst geldig gepubliceerd in 1981 door Dall'Asta.
De soort komt voor in tropisch Afrika.